# 大浜英子

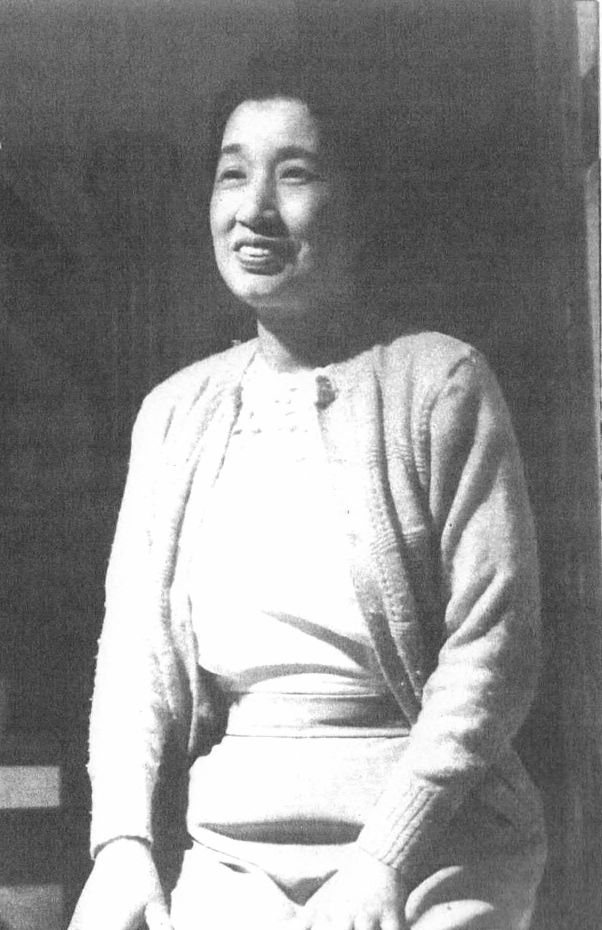
読売新聞社『家庭よみうり』398号（1954年）より

大浜 英子（おおはま ひでこ、1901年11月11日 - 1982年3月25日）は、日本の婦人問題・家族制度問題評論家。

## 生涯
京都出身。1922年日本女子大学校師範家政科卒。大浜信泉と結婚。1930年婦人同志会を結成。1939年人事調停法に基づく最初の調停委員となる。
1950年婦人人権擁護同盟を結成。家族制度・婦人問題の評論家として活動、中央選挙管理委員会委員長、国民生活センター会長などを務めた。

## 著書
- 『新時代の婚姻と離婚』時事通信社 1950
- 『妻の一生 結婚と離婚の種々相』印刷庁 女性新書 1950
- 『親を養わない子』東和社 1953
- 『愛と人生の法律』文陽社 1964

監修
- 『女の一生100問100答』立石芳枝,野村平爾共監修 中央公論社 1955

## 論文
- ＜大浜英子